# Roemahtiga
Het kamp in Roemahtiga was een militair kampement op Ambon. Dit kampement fungeerde tijdens de Japanse bezetting van Nederlands-Indië in de periode van 18 juli 1944 tot 7 oktober 1944 als een kamp voor krijgsgevangenen. 
In de maand juli 1944 werd in Roemahtiga een provisorisch kamp ingericht voor de opvang van krijgsgevangenen die na de tewerkstelling op de Molukken terug gebracht zouden worden naar Java. In verband met de geallieerde bombardementen op Ambon-stad en intensieve acties tegen het Japans scheepvaartverkeer konden de laatste groepen krijgsgevangenen pas in september en oktober 1944 ingescheept worden. Bij deze transporten kwamen veel krijgsgevangenen om terwijl een deel van de krijgsgevangenen strandde in Raha op het eiland Moena.